# Ted Key
Pour les articles homonymes, voir Key.
Ted Key (né le 12 août 1912 à Fresno et mort le 3 mai 2008 à Tredyffrin) est un dessinateur humoristique, scénariste et écrivain pour enfants américain. Il est surtout connu pour sa série de dessin d'humour Adèle (Hazel), dont l'adaptation télévisée a été diffusée de 1961 à 1966 aux États-Unis.

## Filmographie
- 1978 : Le Chat qui vient de l'espace (The Cat from Outer Space)  de Norman Tokar - (scénario)
- 1976 : Gus de Vincent McEveety - (scénario)
- 1971 : La Cane aux œufs d'or (The Million Dollar Duck)  de Vincent McEveety - (scénario)
- 1963-1966 : Adèle (Hazel)  - 153 épisodes (auteur)

## Prix
- 1978 : Prix de la National Cartoonists Society, catégorie « Dessin humoristique (journal) », pour Hazel